# Straightenin
Straightenin (с англ. — «Выпрямление») — песня американского хип-хоп-трио Migos, выпущенный 14 мая 2021 года на лейблах Quality Control Music и Motown, как второй сингл с четвёртого студийного альбома Culture III. Спустя 2 недели после выпуска сингла был выпущен одноимённый иронизирующий спрей.

## Предыстория
В конце марта 2021 года Quavo загрузил в свой аккаунт в Twitter краткий отрывок предстоящей песни.
Гонконгский рэпер-продюсер Big Spoon обвинил Migos в плагиате его песни «Magic Show 魔術表演», которую он сравнил со «Straightenin» в видео в Instagram, говоря, что «Я сам написал песню, сам читал рэп и сам сыграл все инструменты, не брал их семплы откуда-либо. Для сравнения я подогнал их под один темп и одну тональность».

## Видеоклип
Официальный видеоклип, срежиссированный Keemotion, вышел 14 мая 2021 года вместе с синглом.

## Коммерческая оценка
Rolling Stone описал песню как «классические Migos». Интернет-журнал HotNewHipHop поставил оценку в 5 баллов из 5 (VERY HOTTTTT).

## Чарты
| Чарт (2021)                           | Высшая позиция |
| ------------------------------------- | -------------- |
| Великобритания (OCC UK Singles)       | 72             |
| Канада (Billboard Canadian Hot 100)   | 43             |
| Новая Зеландия (RMNZ)                 | 8              |
| США (Billboard Hot 100)               | 38             |
| США (Billboard Hot R&B/Hip-Hop Songs) | 24             |
| США (Billboard Hot Rap Songs)         | 22             |
| США (Rolling Stone Top 100)           | 25             |
| Франция (SNEP)                        | 163            |
| Швейцария (Schweizer Hitparade)       | 71             |